# 水ドラ!!
『水ドラ!!』（すいドラ）は、TBSテレビなど一部系列局で、2015年10月21日から2017年9月27日まで、「テッペン!」枠の水曜版で放送されていた連続ドラマ枠である。

## 概要
TBSテレビでは、2015年10月期改編で『木曜ドラマ劇場』を廃止し、ゴールデン・プライム枠の連続ドラマ枠は『火曜ドラマ（22時枠）』、『金曜ドラマ（22時枠）』と『日曜劇場（21時枠）』の3枠のみとなった。そこで深夜枠ならではのエッジが効いた新しい企画の開拓や、次世代のドラマクリエイターの発掘・育成を目指す観点から、深夜の連続ドラマ枠としてこの番組を立ち上げ、『ドラマNEO』終了から1年半ぶりにTBS制作の深夜ドラマ枠が設定された。
開始当初は水曜23:53 - 翌0:23に放送していたが、2016年度は同年3月28日より本番組の前座番組『NEWS23』の月 - 木曜日が2部制となり、放送時間も23:00 - 翌0:10（ただし、第2部〈23:55 - 翌0:10〉はローカルセールス枠）に変更したため、17分繰り下げ、木曜0:10 - 0:40（水曜24:10 - 24:40）での放送となる。
2017年度からは同年4月19日より、14分繰り上げ、23:56 - 翌0:26での放送になった。なお、『NEWS23』月 - 木曜日版は2部制廃止の上、全ネット局で23:00 - 23:56に統一される。
2017年8月30日のTBSの番組改編説明会にて、2017年の10月期の改編をもって終了する事が発表された。後番組には『テッペン!』木曜日に放送されている『クレイジージャーニー』が移動された。
その後、TBSテレビは2021年10月期に「テッペン!」の放送枠を15分短縮し、空いた時間帯に帯ドラマ枠として『よるおびドラマ』を設置している。また、2022年4月から『ドラマストリーム』を水曜未明（火曜深夜）1時台に設置した。2024年4月以降は放送時間が繰り上がり、本枠同様0時台に放送されている。

## 放送作品
※日時表記は暦日表記で記載しており、提出された出典内容や公式サイトで表示されている内容とは異なる箇所が一部にある。
※所属の記載は放送当時のもの。

### 2015年
おかしの家（10月21日 - 12月23日）
原作協力・「うちのネコが訴えられました!? - 実録ネコ裁判-」（KADOKAWA）
製作協力・角川映画
主演・オダギリジョー

### 2016年
悪党たちは千里を走る（1月20日 - 3月23日）
※ここまで水曜23:53 - 翌0:23の放送
原作・貫井徳郎「悪党たちは千里を走る」（幻冬舎文庫）
主演・ムロツヨシ
毒島ゆり子のせきらら日記（4月21日 - 6月23日）
※ここから木曜0:10 - 0:40（水曜深夜）の放送
主演・前田敦子
死幣-DEATH CASH-（7月14日 - 9月15日）
主演・松井珠理奈（SKE48）
コック警部の晩餐会（10月20日 - 12月22日）
主演・柄本佑

### 2017年
レンタルの恋（1月19日 - 3月23日）
※ここまで木曜0:10 - 0:40の放送
主演・剛力彩芽 
3人のパパ（4月19日 - 6月21日）
※ここから水曜23:56 - 翌0:26の放送
主演・堀井新太
わにとかげぎす（7月19日 - 9月27日）
原作・古谷実「わにとかげぎす」（講談社）
主演・有田哲平（くりぃむしちゅー）

## ネット局と放送時間
作品により異なる。各作品の記事を参照。